# ساوت پوینت، اوهایو
ساوت پوینت (به انگلیسی: South Point) یک روستا در ایالات متحده آمریکا است که در شهرستان لارنس، اوهایو واقع شده‌است. ساوت پوینت ۸٫۳۷ کیلومتر مربع مساحت و ۳٬۹۵۸ نفر جمعیت دارد و ۱۷۲ متر بالاتر از سطح دریا قرار دارد.